# 野毛山公園
野毛山公園（のげやまこうえん）は、神奈川県横浜市西区に位置する都市公園（総合公園）。面積は約9.1ha、敷地内には野毛山動物園があり、約380本ある桜の名所としても有名である。園内からはみなとみらい地区も一望できる。

## 沿革
古くから、野毛浦（現：野毛町）に面した標高50メートルの丘陵一帯を野毛山と称していた。
- 1859年 横浜が開港すると、開港場より東に外国人が居住、西の野毛山は日本人の豪商たちの住宅地となり、原善三郎や茂木惣兵衛らの邸宅が建てられた[4]。
- 1887年 ヘンリー・スペンサー・パーマーによって野毛山に横浜水道の配水池が設置され、日本初の近代水道が始まる[5]。
- 1923年 関東大震災で野毛山も被災。
- 1926年 野毛山は避難場所も兼ねた公園となって一般公開される。開園当時は、回遊式日本庭園、西洋庭園、折衷庭園の三つの様式を持っていた[6]。
- 第二次世界大戦中は陸軍に使用され、戦後1947年までは米軍に接収されていた。
- 1949年 日本貿易博覧会が開催、野毛山が第一会場となる[2]。
- 1951年 日本庭園部分に動物園が、配水池に連なる洋式庭園部分に児童遊園が造られ、「野毛山遊園地」として開園。
- 1964年 配水池の老朽化により配水池を地下に新設、児童遊園も含めた配水池地区を公園とした[2]。これにより、動物園地区は野毛山動物園となり現在の形となる。
- 1971年 横浜市初のスロープ式歩道橋「野毛のつり橋」完成。
- 1987年 横浜水道創業100年を記念して、パーマーのブロンズ胸像が除幕。
- 2002年 動物園地区で1999年から改修工事が行われ、野毛山動物園が11月リニューアルオープン。
- 2009年 配水池地区のバリアフリー化[7]、改修工事着工。
- 2011年 二代目野毛山公園展望台が8月1日オープン[8]。

## 施設

### 動物園地区

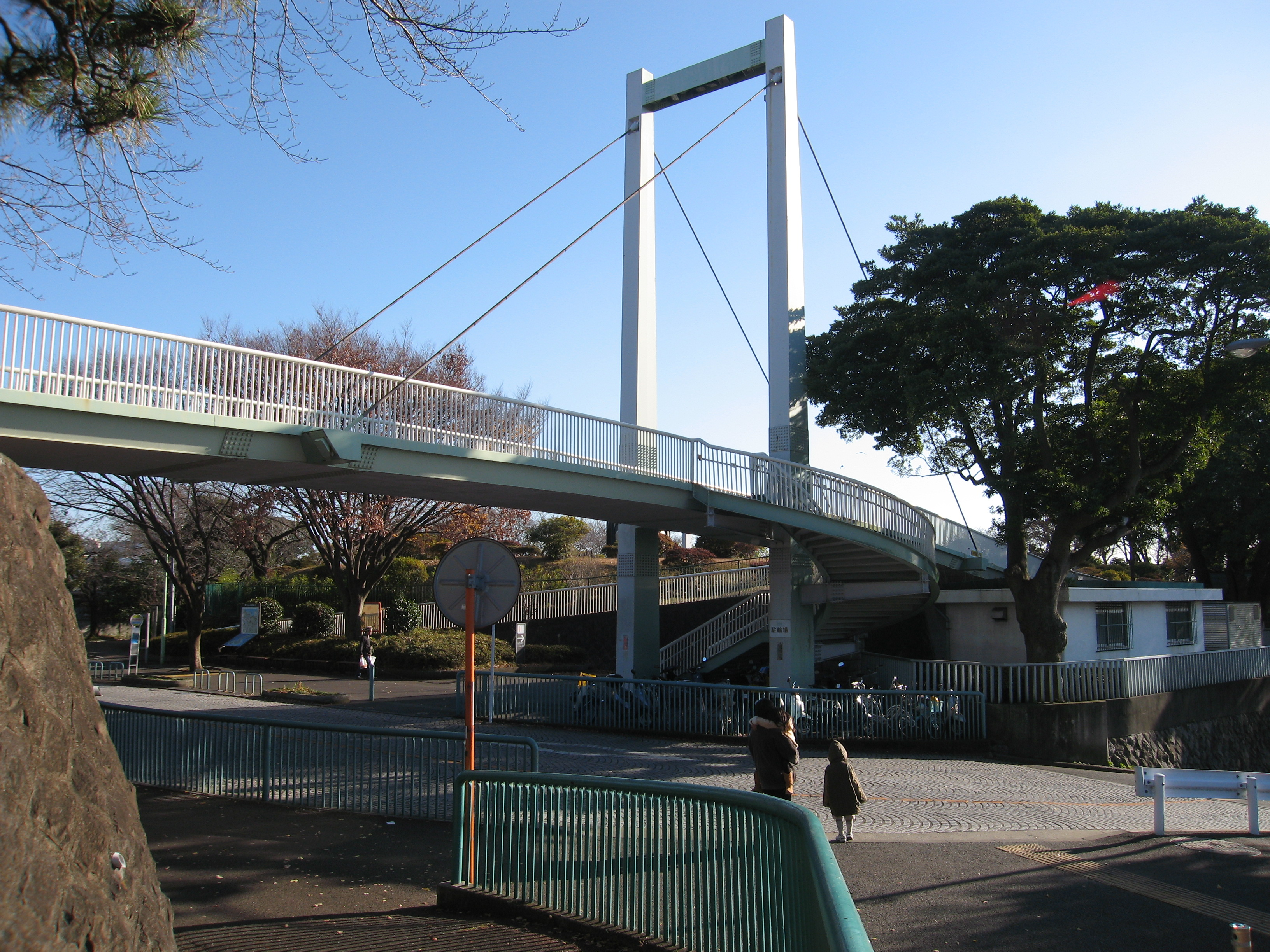
野毛のつり橋

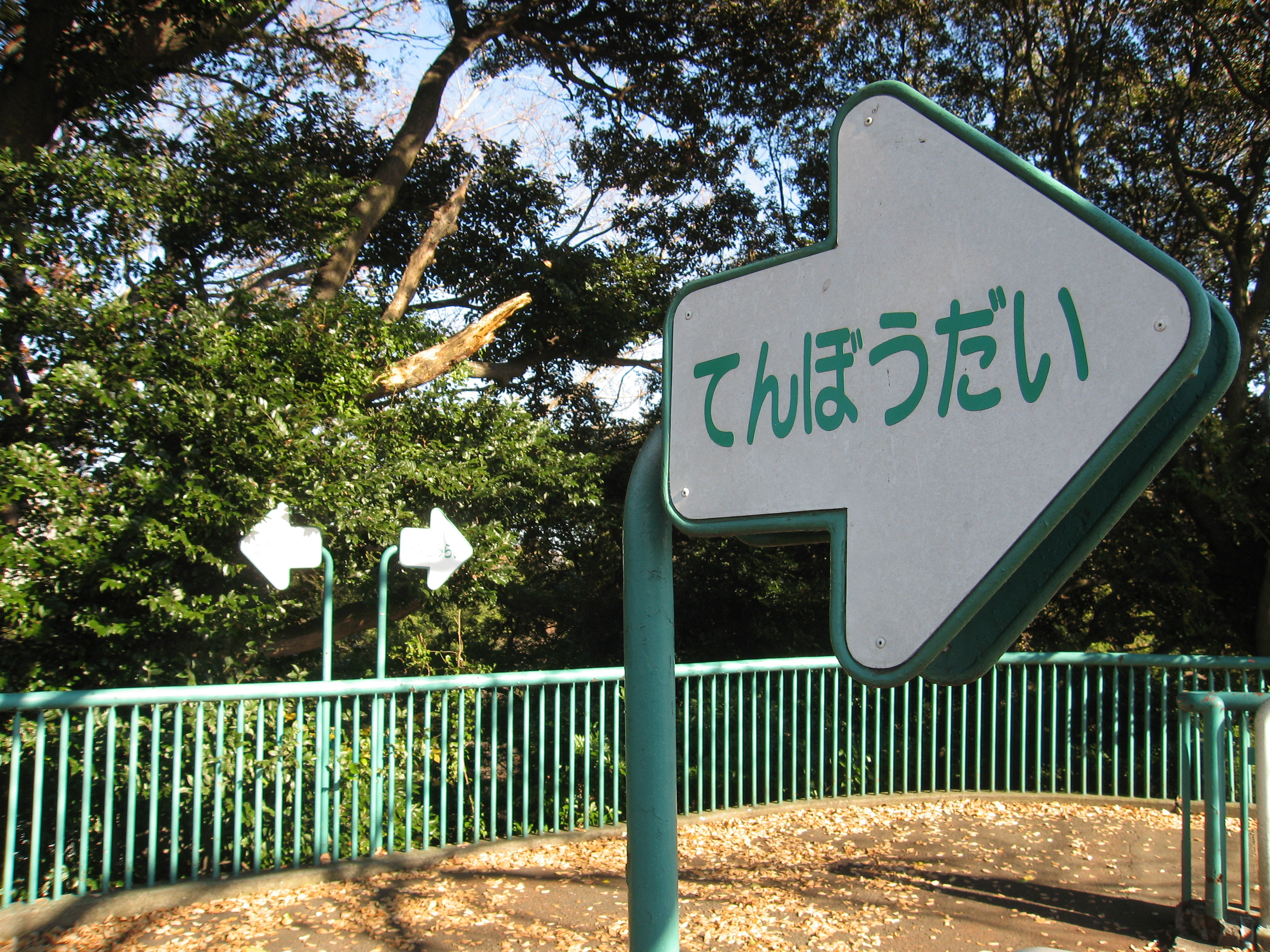
標識

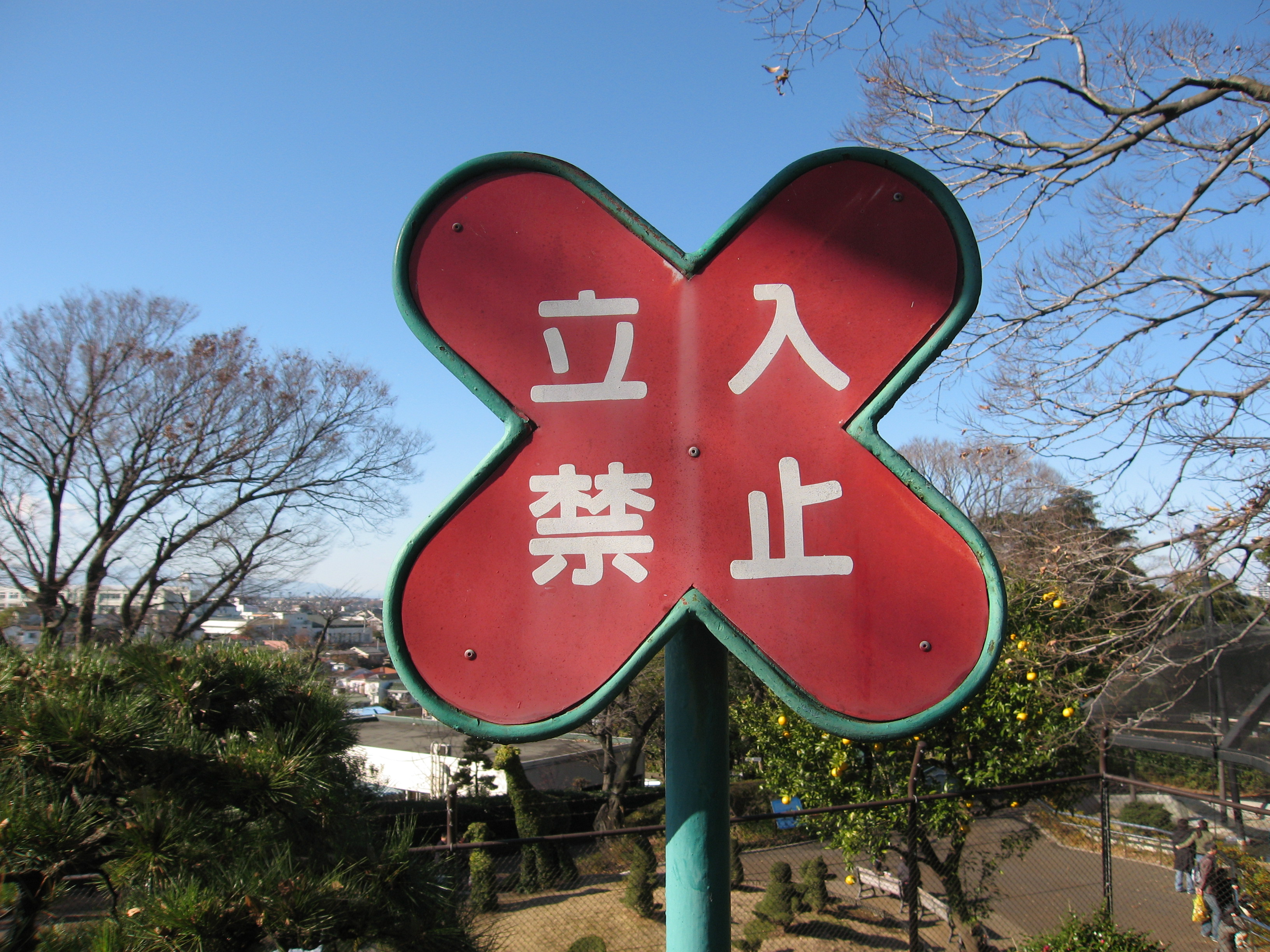
柳宗理によるデザイン

- 横浜市立野毛山動物園、横浜市電展示保存
- 野毛のつり橋、案内板（柳宗理作）

### 展望地区
- 旧野毛山配水池
- ヘンリー・スペンサー・パーマー胸像
- 競技会場地記念碑
- 展望台（二代目）[8]
  - 2階（こもれびテラス）：高さ3.6〜5.1メートル、面積30平方メートル
  - 3階（展望テラス）：高さ6.3メートル、面積102平方メートル（3階標高：約57メートル）
  - 付帯設備：エレベーター、多目的トイレ、男子トイレ、女子トイレ
- 3on3バスケットボールコート
- 遊具広場

### 散策地区

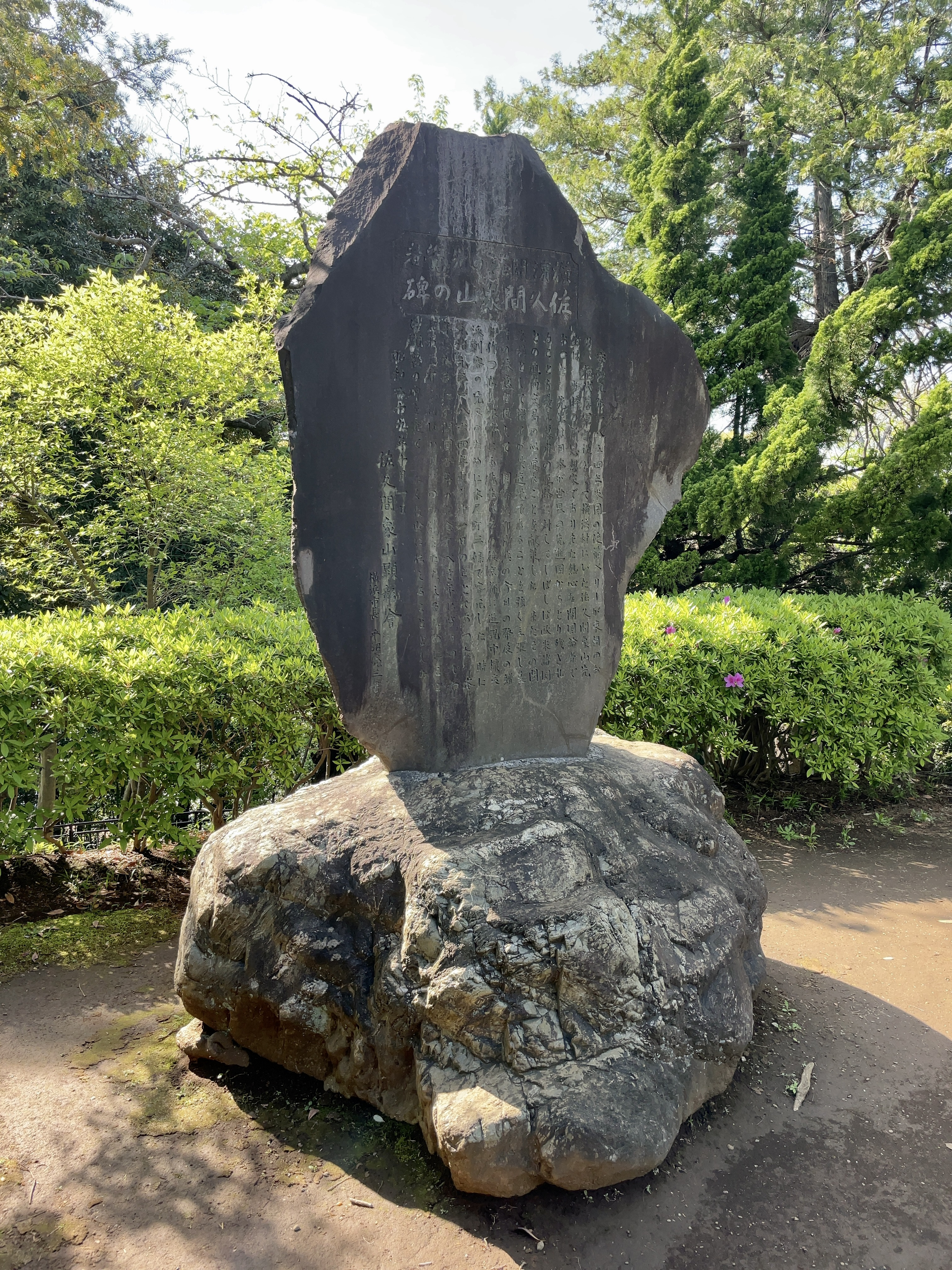
佐久間象山の顕彰碑

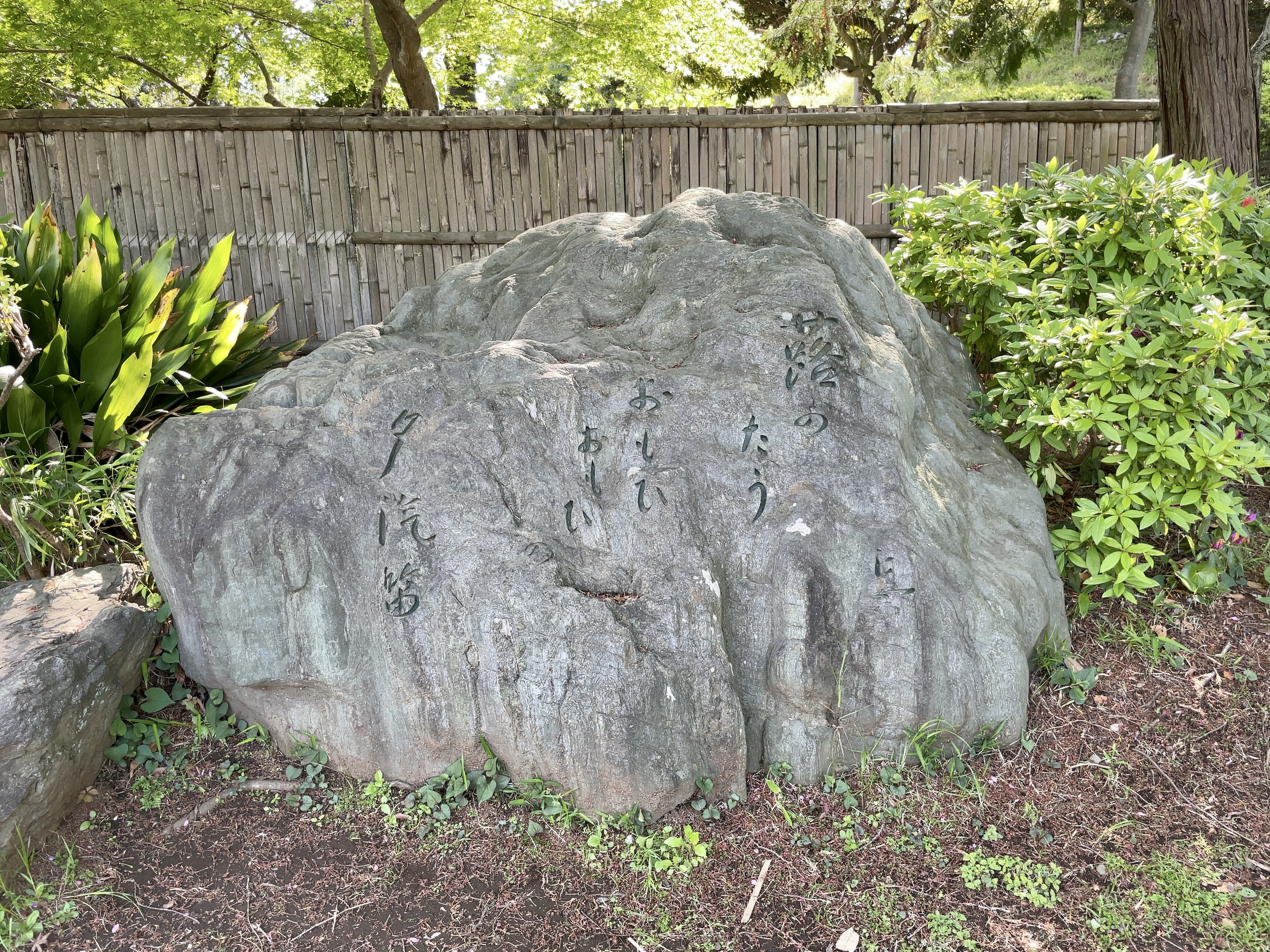
中村汀女の歌碑

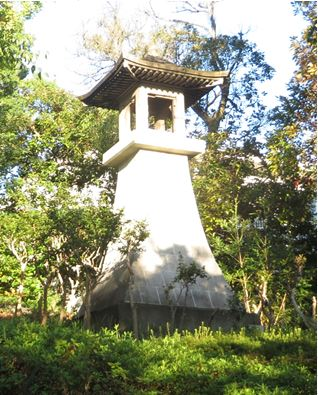
ラジオ塔

- 佐久間象山碑
- 中村汀女句碑
- ラジオ塔
ラジオの聴取契約者が100万人を越えた記念に、日本放送協会が1932年（昭和7年）に全国の著名な公園や広場に建てる計画が進められ、1932年（昭和7年）度から1933年（昭和8年）度中に41カ所が完成して、その中に野毛山公園も選ばれ建塔された[9]。
- 子供の遊び場

## 所在地・交通
神奈川県横浜市西区老松町63-10
- JR根岸線・横浜市営地下鉄 桜木町駅徒歩15分、京急本線 日ノ出町駅徒歩10分
- 横浜市営バス「野毛山動物園前」下車

## 周辺
- 野毛町
- 野毛山住宅
- アール・エフ・ラジオ日本野毛山無線基地
- 横浜市中央図書館
- 横浜道
- 野毛山公園プール - 公園の一部。第4回国民体育大会の水泳会場[10]。解体済み。